# Darío Cossier
 Darío Cossier (Argentina, 1907- El Salvador, 1991) fue un director de teatro y actor de cine y teatro que después de tener una trayectoria actoral en su país emigró a mediados de la década de 1940 a Centroamérica, radicándose finalmente en El Salvador.

## Labor en Argentina
En teatro se recuerda que en 1944 actuó en el Teatro de la Comedia de Buenos Aires en la obra Mister Wu (Wu-Li-Chang) de Harold Owen y Harry M. Vernon que fuera estrenada en 1913 en Londres y de la cual hay dos versiones en el cine sin sonido de 1919 y 1927. Otros intérpretes de la obra eran Elsa O'Connor, Lalo Hartich, Alfredo Almanza, Margarita Smidt, Ernesto Vilches, Alberto Terrones, Carlos Capevila, Nora Samsó, Lalo Suárez, Landa Yorio, Julio Martínez, René Fischer Bauer, Federico Reparaz y Juan Vítola.
En cine sus papeles más destacables fueron en Locos de verano (1942) dirigido por Antonio Cunill Cabanellas y en El deseo (1944), dirigido por Carlos Schlieper.

## Radicación en El Salvador
Después de filmar Los que volvieron  (1948) en México, se radicó en El Salvador, país donde se nacionalizó, dedicándose al teatro, tanto en interpretación como en escritura.
Darío Cossier fundó en 1952 El Teatro Obrero en el ámbito del Ministerio de Trabajo, y fue su primer director. Realizaba funciones llevando su Tabladillo Desmontable a los barrios pobres, a ciertas zonas marginales, a las fábricas y otros lugares habitados principalmente por trabajadores. Sus componentes son en su mayoría trabajadores de fábricas y empleados del Ministerio de Trabajo que tienen algún entrenamiento teatral. Inicialmente presentó obras de Cossier y de autores salvadoreños y luego amplió su repertorio. Al hacer el balance de los primeros 25 años, se señaló que se habían estrenado 35 piezas originales y que se incluyeron obras del repertorio universal, de Eugene O'Neill y de Molière y también de poetas jóvenes locales como Zipitin, de Waldo Chávez Velasco que tuvo más do 500 representaciones. Se buscaron principalmente temas relacionados directamente con la vida y los hombres salvadoreños que pudieran desarrollarse dentro de una sola escenografía, no requirieran camarines para cambio de vestuario y que permitieran caracterizar a los intérpretes sólo con mínimos detalles de maquillaje.
Recibió el Premio de Cultura “Lic. Antonia Portillo de Galindo” en el rubro Teatro y hay en El Salvador una escuela que lleva su nombre.
Entre sus obras se cuentan Bajo el alero y otras comedias y El sueño de la Nina Pobre [teatro Infantil] en El Escaparate encantado.

## Filmografía
Participó en las siguientes películas:
Actor
- Los que volvieron  (México) (1948) …Pedro
- El Capitán Pérez (1946)
- La amada inmóvil (1945)
- 24 horas en la vida de una mujer (1944)
- El deseo (1944)
- Pachamama (1944)
- El fin de la noche (1944)
- Noche de bodas (1942)
- En el último piso (1942)
- Locos de verano (1942)
- El hermano José (1941)
- La casa de los cuervos (1941)
- Petróleo (1940)
- Giácomo (1939)
- Nuestra tierra de paz (1939)
- El último encuentro (1938)
- Busco un marido para mi mujer (1938)
- Palermo (1937)